# Ramazan Selçuk

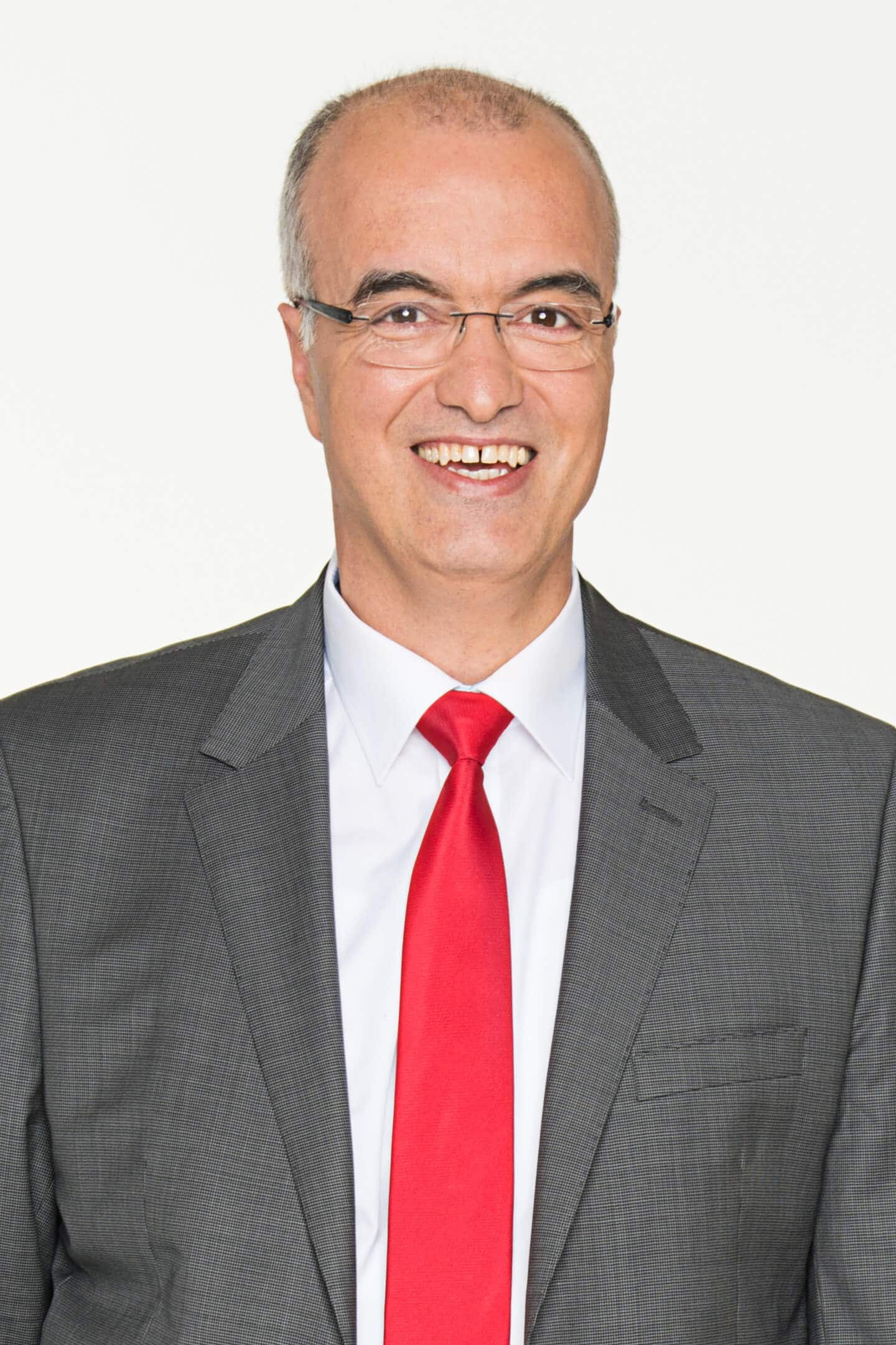
Ramazan Selcuk (2018)

Ramazan Selçuk (* 1. Juni 1963 in Adana, auch Ramazan Selcuk geschrieben) ist ein deutscher Politiker (SPD). Er war von 2017 bis 2021 Abgeordneter im Landtag Baden-Württemberg.

## Leben
Ramazan Selcuk kam als Kind nach Deutschland. Er absolvierte zunächst die Hauptschule und eine Ausbildung zum Betriebsschlosser. Nach einigen Jahren Tätigkeit in seinem Beruf bildete er sich zum Techniker und Lehrmeister weiter. An der Hochschule Reutlingen war er seit 1996 als Technischer Lehrer tätig.
Selcuk ist verheiratet und Vater von drei Kindern. Er hat zudem fünf Enkelkinder.

## Partei und Politik
Selcuk gehört der SPD an. Er ist Mitglied im Gemeinderat von Reutlingen. Er rückte im Oktober 2017 im Wahlkreis Reutlingen für den ausgeschiedenen Abgeordneten Nils Schmid in den baden-württembergischen Landtag nach. Bei der Landtagswahl 2021 verfehlte er den Wiedereinzug in den Landtag.